# Clizia (nave cisterna)
Il Clizia (già Appalachee, già Duffield) è stato un piroscafo cisterna italiano (ed in precedenza britannico), violatore di blocco durante la seconda guerra mondiale. 

## Storia
Costruita tra il 1893 ed il 1894 (le prove in mare, durante le quali furono raggiunti gli undici nodi di velocità, si tennero il 1º febbraio 1894) nei cantieri Tyne Iron Ship Building Company Ltd. di Willington Quay (Wallsend) con numero di scafo 101, la nave, un piroscafo cisterna di 3767 (poi ridotte a 3698) tonnellate di stazza lorda e 2426 tonnellate di stazza netta, si chiamava in origine Duffield ed apparteneva alla compagnia inglese Northern Petroleum Tank Steam Ship Company Ltd. (gestita da Hunting & Son) di Newcastle. 
Il 7 giugno 1901 la pirocisterna venne acquistata dalla Anglo-American Oil Company Limited, altra società britannica, che la ribattezzò Appalachee e la utilizzò, negli anni 1909-1910 e 1924, nel trasporto di propri prodotti dall'Inghilterra a New York. Nel 1926 la vecchia nave fu comprata dall'armatore italiano G. Massabo, proprietario della Società anonima Petroliera APE, con sede a Genova, che le diede il nome di Clizia e la iscrisse, con matricola 1426, al Compartimento marittimo di Genova.
All'ingresso dell'Italia nel secondo conflitto mondiale, il 10 giugno 1940, il Clizia si trovava nell'Oceano Atlantico, essendo uscito dal Mediterraneo dopo la partenza da Haifa, con un carico di 4000 tonnellate di carburante. Non potendo tornare in Mediterraneo, la pirocisterna si rifugiò nella baia di Gijón, da dove poi, temendo che tale baia fosse troppo esposta ad un attacco britannico, si trasferì a San Juan de Nieva, dove venne internata e stazionò per nove mesi. 
Nel frattempo lo Stato maggiore della Regia Marina propose ed ottenne di mettere a punto un piano per far forzare il blocco alleato da parte dei mercantili rifugiati nelle nazioni neutrali più benevole nei confronti dell'Italia (Spagna, Brasile e Giappone) e farli giungere a Bordeaux, base atlantica italiana (BETASOM) nella Francia occupata (o, in altri casi, a Saint Nazaire): le navi sarebbero passate sotto il controllo delle forze tedesche, mentre i carichi (ancora a bordo da quando, dopo la dichiarazione di guerra, si erano rifugiate nei porti neutrali) sarebbero stati trasferiti in Italia via terra. Dopo la trasmissione delle istruzioni da seguire per la partenza ed il viaggio, venne organizzata la partenza dei vari mercantili, iniziando dalla Spagna continentale. Le prime due unità scelte da Supermarina per partire furono il Clizia ed il piroscafo da carico Capo Lena. Nel febbraio 1941 il capitano di vascello Bona, addetto navale a Madrid, ricevette disposizioni per preparare la partenza dei due mercantili. Bona passò tali istruzioni al viceconsole a La Coruña, Stovich, che nella mattinata del 7 febbraio si recò a bordo della Clizia, parlando con il comandante della cisterna, capitano Lavagna, mentre l'indomani si recò a Vigo per parlare con il comandante del Capo Lena, capitano Giribaldi. Il piano prevedeva che le due navi si trasferissero dapprima a Bilbao, dove avrebbero ricevuto ulteriori disposizioni, e quindi a Bordeaux.
Il 9 febbraio la Clizia, che aveva a bordo 3000 tonnellate di petrolio, lasciò il porto con l'alta marea e raggiunse il mare aperto a tutta forza, arrivando a Bilbao l'indomani. Il 14 febbraio giunse a Bilbao anche il Capo Lena. Il trasferimento delle due navi fu notato dai servizi segreti britannici. In tale porto, oltre ai due mercantili italiani, si era trasferito anche il piroscafo tedesco Plus, parimenti diretto a Bordeaux. I comandanti delle due navi italiane – Lavagna del Clizia e Giribaldi del Capo Lena – si recarono quindi a terra per accordarsi con il viceconsole tedesco Burbach, ma mentre si trovavano a terra sorse un violento fortunale: il Plus venne gettato contro le banchine, riportando seri danni a scafo e timone, mentre il Capo Lena, che aveva perso entrambe le ancore, evitò tale sorte di stretta misura, grazie ad un mutamento della direzione del vento. Dopo aver ricevuto nuove ancore e catene, Clizia e Capo Lena poterono ripartire il 24 febbraio. Dopo aver lasciato Bilbao all'alba, le due navi incontrarono al largo di Saint-Jean-de-Luz alcuni dragamine tedeschi, che li scortarono alla foce della Gironda e quindi a Bordeaux, ove arrivarono il 27 febbraio.
Requisito a Bordeaux dal Ministero delle comunicazioni a partire dal 26 maggio 1941, il Clizia passò quindi sotto il controllo delle forze tedesche, che la impiegarono sulle coste atlantiche della Francia. Secondo altre fonti la nave venne requisita dalla Kriegsmarine nel 1942.
Il 9 settembre 1943, in seguito alla proclamazione dell'armistizio, la pirocisterna venne catturata dalle truppe tedesche ed incorporata nella Kriegsmarine. 
Il 25 o 26 agosto (o nel settembre) 1944 gli stessi tedeschi autoaffondarono la nave nella Gironda, vicino a Bordeaux. Il relitto, in gran parte affiorante dall'acqua, giace tuttora in posizione 45°02'2764 N e 33'7472 O (punto geodetico WGS 84).